# Chief of War
Chief of War är en historisk dramaserie som hade premiär den 1 augusti 2025 på Apple TV+. Serien är skapad av Thomas Paʻa Sibbett och Jason Momoa.

## Handling
Serien följer Kaʻiana, en hawaiiansk krigare som återvänder hem och försöker ena öarna för att stå emot hotet från koloniala makter på slutet av 1700-talet.

## Rollista (i urval)
- Jason Momoa – Kaʻiana[1]
- Temuera Morrison – Kung Kahekili[3]
- Luciane Buchanan – Kaahumanu[4]
- Te Ao o Hinepehinga[1]
- Cliff Curtis[1]
- Benjamin Hoetjes[1]

## Produktion
Serien började spelas in i oktober 2022 på Nya Zeeland, där Bay of Islands användes som ersättare för 1700-talets Hawaii.